# Irony Is a Dead Scene
Irony Is a Dead Scene — мини-альбом, плод сотрудничества родоначальников жанра маткор — группы The Dillinger Escape Plan и участника десятка музыкальных проектов, композитора и мультиинструменталиста — Майка Паттона.

## Оценки
Практически все музыкальные критики обошли стороной Irony Is a Dead Scene, но те немногие, кто уделил время прослушиванию этой записи, оценили её чрезвычайно высоко. Редактор сайта Allmusic Брэдли Торрино назвал альбом блестящей совместной работой, особенно принимая во внимание до смешного высокие ожидания лагеря фанатов. Обозреватель электронного журнала Pitchfork Брэд Хейвуд выразил мнение, что данная коллаборация между пионерами мат-метала и «Паваротти хардкора» по своей значимости превосходит обычное сотрудничество — она имеет исторический вес. Корреспондент Slant Magazine Аарон Скотт заявил, что технически сложные и брутальные ритмы The Dillinger Escape Plan и вокал Майка Паттона, охватывающий диапазон от лас-вегасского крунера до шизофернического нойз-мейкера, воплощают смысл понятия «безупречный симбиоз». Его, по-видимому, безграничные вокальные возможности в компании с несравненным мастерством «диллинджеров» создают одну из мрачнейших и блистательнейших металических записей за последнее время.

## Список композиций
Слова и музыка всех песен — The Dillinger Escape Plan и Майк Паттон, за исключением «Come to Daddy» — кавер-версия Aphex Twin.
| №  | Название                       | Длительность |
| -- | ------------------------------ | ------------ |
| 1. | «Hollywood Squares»            | 4:06         |
| 2. | «Pig Latin»                    | 3:31         |
| 3. | «When Good Dogs Do Bad Things» | 5:59         |
| 4. | «Come to Daddy»                | 4:21         |

## Участники записи
- Майк Паттон — вокал, перкуссия, клавишные, семплы

The Dillinger Escape Plan
- Бенджамин Вейнман — соло-гитара, клавишные
- Брайан Бенуа — ритм-гитара
- Лиам Уилсон — бас-гитара
- Крис Пенни — ударные, перкуссия, клавишные
- Адам Долл — клавишные, семплы